# عربة اسمها الرغبة (فلم)

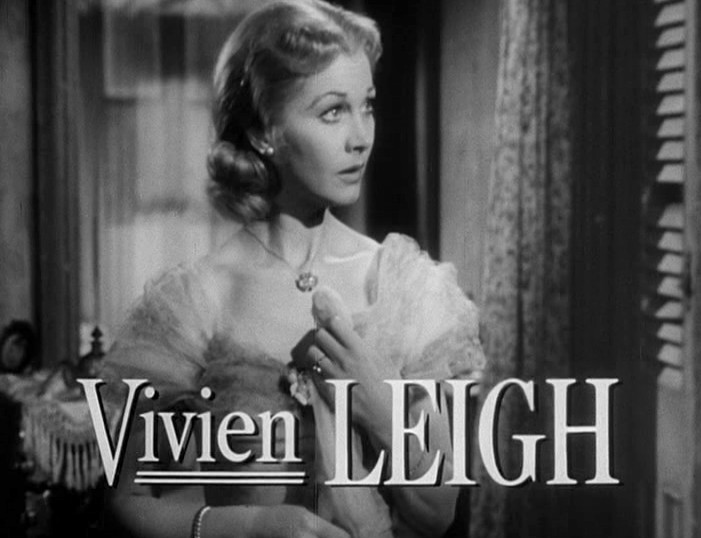
فيفيان لي ـ في دور بلانش دوبوا ـ في فيلم عربة اسمها الرغبة

عربة اسمها الرغبة (بالإنجليزية: A Streetcar Named Desire) هو معالجة سينمائية لنص تينيسي وليامز المسرحي الفائز بجائزة بوليتزر الذي يحمل نفس الاسم. كتب سيناريو الفيلم تينيسي وليامز وأوسكار سول (1912 ـ 1994) وأخرجه إيليا كازان (الذي كان هو ذاته المخرج المسرحي لهذا النص عندما عرض على مسارح برودواي). قام ببطولة الفيلم مارلون براندو وكيم هنتر وكارل مالدن، وهم نفس الممثلين الذين قاموا ببطولة المسرحية على مسارح برودواي، وأعادوا في الفيلم تجسيد نفس أدوارهم التي لعبوها على المسرح. أما جيسيكا تاندي (التي لعبت دور البطلة بلانش دوبوا) فقد حلت محلها فيفيان لي، التي كانت هي الأخرى قد لعبت نفس الدور على مسارح لندن.
حصل أبطال فيلم «عربة اسمها الرغبة» ـ الذي أُنتج سنة 1951 ـ على ثلاثة من أصل أربعة جوائز أوسكار التي تُمنح في فئة التمثيل؛ إذ حازت فيفيان لي أوسكار أفضل ممثلة وحصل كارل مالدن على أوسكار أفضل ممثل مساعد وحصلت كيم هنتر على أوسكار أفضل ممثلة مساعدة. أما مارلون براندو، ورغم أدائه المتميز لدور ستانلي كووالسكي، إلا أن ترشيحه لأوسكار أفضل ممثل لم يؤدّ إلى فوزه بها.

## وصلات خارجية
- عربة اسمها الرغبة على موقع IMDb (الإنجليزية)
- عربة اسمها الرغبة على موقع ميتاكريتيك (الإنجليزية)
- عربة اسمها الرغبة على موقع الموسوعة البريطانية (الإنجليزية)
- عربة اسمها الرغبة على موقع روتن توميتوز (الإنجليزية)
- عربة اسمها الرغبة على موقع نتفليكس (الإنجليزية)
- عربة اسمها الرغبة على موقع قاعدة بيانات الأفلام العربية
- عربة اسمها الرغبة على موقع ألو سيني (الفرنسية)
- عربة اسمها الرغبة على موقع Turner Classic Movies (الإنجليزية)
- عربة اسمها الرغبة على موقع أول موفي (الإنجليزية)
- عربة اسمها الرغبة على موقع بوكس أوفيس موجو (الإنجليزية)

1. ↑  وصلة مرجع: http://www.nytimes.com/reviews/movies. الوصول: 6 يوليو 2016.
2. 1 2 3 4 5 6  وصلة مرجع: http://www.adorocinema.com/filmes/filme-2580/. الوصول: 6 يوليو 2016.
3. 1 2  وصلة مرجع: http://www.imdb.com/title/tt0044081/. الوصول: 6 يوليو 2016.
4. 1 2 3 4 5  "قاعدة بيانات الأفلام على الإنترنت" (بالإنجليزية). Retrieved 2024-02-18.
5. 1 2 3 4  وصلة مرجع: http://stopklatka.pl/film/tramwaj-zwany-pozadaniem. الوصول: 6 يوليو 2016.
6. 1 2 3 4 5 6 7  وصلة مرجع: http://www.imdb.com/title/tt0044081/fullcredits. الوصول: 6 يوليو 2016.
7. ↑  وصلة مرجع: http://www.allocine.fr/film/fichefilm_gen_cfilm=2580.html. الوصول: 6 يوليو 2016.
8. 1 2 3  وصلة مرجع: http://www.filmaffinity.com/en/film953782.html. الوصول: 6 يوليو 2016.
9. ↑  مذكور في: قاعدة بيانات الأفلام التشيكية السلوفاكية. لغة العمل أو لغة الاسم: التشيكية. تاريخ النشر: 2001.
10. 1 2  "الأرقام" (بالإنجليزية). Retrieved 2024-02-18.